# Mattskiva

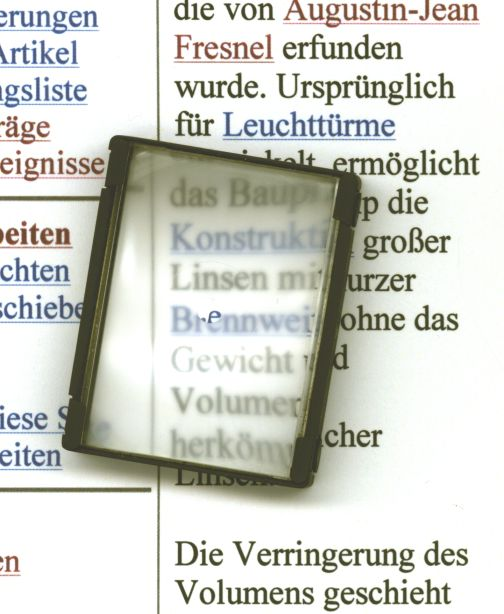
Bild på en mattskiva

Mattskiva är en mattetsad glasskiva som används för att visa en bild på enligt bakprojektionsprincipen. Mattskivor finns i sökaren på till exempel spegelreflexkameran och ljusschaktskameran. I dessa kameror kan mattsskivan bytas ut mot olika typer som tillverkaren tillhandahåller vilka brukar vara av typen fresnellins. Principen används även i bakprojektions-TV och i redigeringsapparater för film. På kameror är det vanligt att man lägger in rikthjälpmedel på mattskivan, till exempel hårkors eller rutnät. 